# Precis silvicola
Precis silvicola är en fjärilsart som beskrevs av Schultze 1920. Precis silvicola ingår i släktet Precis och familjen praktfjärilar. Inga underarter finns listade i Catalogue of Life.